# Prix Tenco
Le Premio Tenco (« prix Tenco ») est un prix de musique italienne décerné chaque année depuis 1974 à la Rassegna della canzone d'autore (en français : Manifestation de la chanson des auteurs ) du Club Tenco . Le nom du prix est un hommage à l’auteur italien Luigi Tenco.
Le prix Tenco est décerné à des auteurs-compositeurs du monde entier ayant particulièrement influé dans le monde de la musique .
Dans le cadre de la manifestation, les meilleurs artistes italiens de l'année se voient décerner le Targa Tenco (« plaque Tenco ») dans diverses catégories. Depuis 2006, outre le prix Tenco pour les auteurs - compositeurs sont discernés le prix pour les personnalités de la culture (Operatori culturali) et le prix I Suoni della musica (en anglais : The sounds of music).

## Lauréats

### Prix Tenco pour les auteurs-compositeurs
- 1974 – Léo Ferré, Sergio Endrigo, Giorgio Gaber, Domenico Modugno et Gino Paoli
- 1975 – Vinícius de Moraes, Fausto Amodei, Umberto Bindi, Fabrizio De André, Francesco Guccini et Enzo Jannacci
- 1976 – Georges Brassens
- 1977 – Jacques Brel
- 1978 – Leonard Cohen
- 1979 – Lluís Llach
- 1980 – Atahualpa Yupanqui
- 1981 – Chico Buarque et Ornella Vanoni
- 1982 – Arsen Dedić
- 1983 – Alan Stivell, Paolo Conte, Giovanna Marini et Roberto Vecchioni
- 1984 – Colette Magny
- 1985 – Silvio Rodríguez, Dave Van Ronk et Bulat Schalwowitsch Okudschawa
- 1986 – Tom Waits et Joan Manuel Serrat
- 1988 – Joni Mitchell
- 1989 – Randy Newman
- 1990 – Caetano Veloso
- 1991 – Charles Trenet
- 1993 – Vladimir Vysotsky (posthume)
- 1994 – Pablo Milanés
- 1995 – Sérgio Godinho
- 1996 – Renato Carosone
- 1997 – Jackson Browne
- 1998 – Elvis Costello
- 1999 – Bruce Cockburn et Zülfü Livaneli
- 2000 – Nick Cave et Rickie Lee Jones
- 2001 – Laurie Anderson et Luis Eduardo Aute
- 2002 – Donovan et Gilberto Gil
- 2003 – Eric Andersen et Patti Smith
- 2004 – Peter Hammill
- 2005 – John Cale et Cheb Khaled
- 2006 – Willy DeVille et Bruno Lauzi
- 2007 – Jacques Higelin
- 2008 – Milton Nascimento
- 2009 – Franco Battiato et Angélique Kidjo
- 2010 – Paul Brady
- 2011 – Ligabue et Jaromír Nohavica
- 2012 – The Klezmatics
- 2013 – Robyn Hitchcock
- 2014 – José Mário Branco, David Crosby, Maria Farantouri, Plastic People of the Universe et John Trudell
- 2015 – Francesco Guccini et Jacqui McShee
- 2016 – Otello Profazio, Stan Ridgway et Sergio Staino
- 2017 - Vinicio Capossela
- 2018 -  Zucchero Fornaciari et Salvatore Adamo
- 2019 - Pino Donaggio, Gianna Nannini et Eric Burdon

### Prix Tenco pour les personnalités de la culture
- 1974 – Nanni Ricordi
- 1975 – Michele Straniero
- 1976 – Filippo Crivelli
- 1977 – Dario Fo
- 1978 – Roberto Roversi
- 1979 – Roberto De Simone
- 1980 – Giancarlo Cesaroni
- 1981 – Giorgio Calabrese et Ornella Vanoni
- 1982 – Roberto Murolo
- 1983 – Sergio Bardotti
- 1984 – Paolo Poli
- 1985 – Bulat Okudžava
- 1986 – Susana Rinaldi
- 1989 – Zanna Bičevskaja
- 1990 – Antônio Carlos Jobim
- 1991 – Milva
- 1994 – Virgilio Savona
- 1995 – Cesária Évora et Cheikha Rimitti
- 1996 – Lowell Fulson
- 1997 – Paddy Moloney
- 1998 – Roger McGuinn
- 1999 – Mercedes Sosa
- 2000 – Ute Lemper et Franco Lucà
- 2001 – Meri Lao
- 2002 – Arto Lindsay et Enrique Morente
- 2003 – Jane Birkin et Maria del Mar Bonet
- 2004 – Dulce Pontes
- 2005 – Fernanda Pivano
- 2006 – Gianfranco Reverberi et Noa
- 2007 – Marianne Faithfull
- 2008 – Joan Molas et Banda Elastica Pellizza
- 2009 – Horacio Ferrer
- 2010 – Amancio Prada et Roberto Antoni
- 2011 – Mauro Pagani
- 2012 – Alessandro Portelli
- 2013 – Garland Jeffreys et Cui Jian
- 2014 – Gianni Minà
- 2015 – Guido De Maria
- 2016 –
- 2017 – Massimo Ranieri et Camanè
- 2018 – Carlo Petrini
- 2019 – Franco Fabbri

### Prix « I suoni della canzone  »
- 2006 – Ellade Bandini
- 2007 – Beppe Quirici
- 2008 – Jimmy Villotti
- 2009 – Juan Carlos Biondini
- 2010 – Fausto Mesolella
- 2015 – Armando Corsi
- 2019 - Gaetano Curreri